# IC 178
IC 178 est une galaxie spirale située dans la constellation d'Andromède. Sa vitesse par rapport au fond diffus cosmologique est de (4591 ± 18) km/s, ce qui correspond à une distance de Hubble de 67,7 ± 4,8 Mpc (∼221 millions d'al). IC 178 a été découverte par l'astronome américain Truman Safford en 1866.
La classe de luminosité de IC 178 est I-II et elle présente une large raie HI.
À ce jour, quatre mesures non basées sur le décalage vers le rouge (redshift) donnent une distance de 58,525 ± 13,987 Mpc (∼191 millions d'al), ce qui est à l'intérieur des valeurs de la distance de Hubble.

## Groupe de NGC 669
IC 178 fait partie du groupe de NGC 669. Ce groupe comprend plus d'une trentaine de galaxies, dont 15 figurent au catalogue NGC et 3 au catalogue IC.   